# Priključenija Travki
Priključenija Travki (Приключения Травки) è un film del 1976 diretto da Arkadij Kordon.

## Trama
Trofim Travkin, cinque anni, soprannominato Travka, si è perso mentre usciva dalla foresta suburbana. Sia il vecchio nostromo che i camionisti lo aiutarono a tornare a casa e l'uomo magico disegnato a mano lo introdusse nel mondo dei cartoni animati. E poi mamma e papà hanno trovato il bambino con l'aiuto di un telescopio miracoloso.